# Лісовий масив біля річки Домузла
Лісовий масив біля річки Домузла — один з об'єктів природно-заповідного фонду Запорізької області, лісовий заказник місцевого значення.

## Розташування
Заказник розташований у Приазовському районі, Запорізької області на території Приазовської селищної ради, на північ від селища міського типу Приазовське, вздовж правого берега річки Домузла з південного західа на північний схід.

## Історія
Лісовий заказник місцевого значення «Лісовий масив біля річки Домузла» був оголошений рішенням Запорізького облвиконкому від 25 вересня 1984 року № 315. Рішенням Запорізької обласної ради народних депутатів шостого скликання № 27 від 22 листопада 2012 року площа заказника була збільшена понад удвічі.

## Мета
Мета створення заказника — збереження ландшафтного та біологічного різноманіття, підтримання екологічного балансу, раціональне використання природних і рекреаційних ресурсів Запорізької області.

## Значення
Лісовий заказник місцевого значення «Лісовий масив біля річки Домузла» має особливе природоохоронне, естетичне і пізнавальне значення.
Має важливе значення як місце зупинки мігруючих видів птахів для підгодівлі.

## Загальна характеристика
Первісна площа лісового заказника місцевого значення «Лісовий масив біля річки Домузла» складала 65,0 га. Після розширення меж заказника його загальна площа становить 145,0 га.
Територія заказника являє собою добре збережений типовий та малозмінений ландшафт річкового природного комплексу.